# نظرمحرم
نَظَرمَحرَم (به ازبکی: Nazarmaxram) یک منطقهٔ مسکونی در ازبکستان است. نظرمحرم ۴۵۲ متر بالاتر از سطح دریا واقع شده‌است.